# Drepanolejeunea crucianella
Drepanolejeunea crucianella là một loài Rêu trong họ Lejeuneaceae. Loài này được (Taylor) A. Evans mô tả khoa học đầu tiên năm 1903.